# Mega 98.3
Mega 98.3  es una estación de radio argentina que transmite desde la Ciudad Autónoma de Buenos Aires. Es propiedad de Grupo Indalo junto con las emisoras de Radio 10, Radio One 103.7, Vale 97.5, Pop Radio 101.5. 
El principal distintivo de Mega 98.3 desde sus comienzos, es que su programación consiste en rock argentino (de ahí su eslogan: "puro rock nacional") casi en su totalidad, la excepción son algunos artistas de rock uruguayo, que tiempo después, comenzaron a tener también hasta el día de hoy rotación en la radio.

## Historia
Originariamente LRL312 FM 98.3 MHz estaba dedicada al deporte, ya que nace el 4 de febrero de 1991 con la denominación de FM Sport, perteneciente al empresario Eduardo Eurnekián.
El 3 de marzo de 1997, la estación pasa a manos de Daniel Hadad convirtiéndose en FM News, transmitiendo programas periodísticos, noticias, música pop, frases y jingles anunciados en idioma inglés.
El 24 de abril de 2000, luego de que Hadad se asociara con el grupo estadounidense Emmis Communications, cambia nuevamente de nombre e imagen, pasando a ser Mega 98.3.
Un mes después su lanzamiento, alcanzó el tope en los índices de audiencia de Ibope en la Ciudad Autónoma de Buenos Aires; lo que se convirtió en un hito de la radiofonía argentina, siendo la primera radio argentina en ubicarse en el primer puesto en apenas 30 días, con un promedio de 15,03 de cuota de audiencia.
En febrero de 2012 y durante un año, modificó por completo su estética y amplió su espectro musical: redujo el rock argentino (que la caracterizó siempre) a un 70 % y le sumó un 30 % de rock internacional. El lanzamiento de esta nueva etapa tuvo como invitado a Juan Alberto Badía, quien anunció la primera canción de rock internacional que puso al aire la emisora: Hey Jude de The Beatles, este cambio duró hasta el año siguiente volviendo a ser 100% rock argentino.
A partir de abril de 2012 pasó a formar parte del Grupo Indalo, propiedad de Cristóbal López, junto a C5N, Radio 10, Pop Radio 101.5, Vale 97.5 y Radio One 103.7.
En diciembre de 2020, se celebró la primera edición de los Premios Mega 2020, con la conducción de Juan di Natale y Carina Deferrari, fue transmitido por C5N, siendo Fito Páez el gran ganador con 4 premios.
En junio de 2024, se inauguró el "Estudio Charly García" para transmisiones streaming.
Por sus características, es competidora de otras radios de género similar como Rock & Pop y Vorterix Rock.
En sus micrófonos ha tenido a destacados conductores, como Rolando Graña, Beto Casella, Diego Ripoll, Roberto Pettinato y Martin Ciccioli, entre otros.

## Programación
Su grilla se compone de programas de entretenimiento, magacines y programas musicales.
También cuenta con segmentos de música programada anunciados por locutores de turno.
Integran Juan Di Natale, Bebe Contepomi, Carina Deferrari, Alejandro Scarso, Aldo Sinovoy, Vanesa González, Nancy Pazos, entre otros.

## Repetidoras

### Repetidoras afiliadas en Argentina
| Provincia           | Localidades           | Frecuencias |
| ------------------- | --------------------- | ----------- |
| Buenos Aires        | Mar del Plata         | FM 101.7    |
| Buenos Aires        | Azul                  | FM 90.9     |
| Buenos Aires        | Necochea              | FM 105.9    |
| Buenos Aires        | Olavarría             | FM 107.1    |
| Buenos Aires        | Colón                 | FM 96.7     |
| Buenos Aires        | Bragado               | FM 98.3     |
| Chaco               | Resistencia           | FM 96.5     |
| Chubut              | Trelew                | FM 98.3     |
| Córdoba             | Río Cuarto            | FM 98.1     |
| Entre Ríos          | Paraná                | FM 97.1     |
| Neuquén             | Neuquén               | FM 104.7    |
| Río Negro           | Bariloche             | FM 98.7     |
| San Juan            | San Juan              | FM 89.5     |
| San Luis            | San Luis              | FM 99.5     |
| Santiago del Estero | Santiago del Estero   | FM 90.1     |
| Tucumán             | San Miguel de Tucumán | FM 89.9     |

### Repetidoras afiliadas en el exterior
| País    | Localidad | Frecuencia |
| ------- | --------- | ---------- |
| Uruguay | Colonia   | FM 98.3    |